# Сирийский апокалипсис Варуха
«Сирийский апокалипсис Варуха» (так называемая «Вторая книга Варуха»; 2 Вар) — псевдоэпиграфическая апокрифическая книга, засвидетельствованная в основном сирийской традицией, относится к жанру еврейских апокалипсисов. Рассказ от первого лица предположительно ученика пророка Иеремии — Варуха (Баруха бен-Нерии) — о разрушении Первого Храма и о тех видениях и откровениях насчёт будущих судеб Израиля и всего мира, которых Бог удостоил его до и после этого события. По всей вероятности написан в Палестине. Датируется около 100 годом н.э.

## Рукописи
- Сирийская рукопись VI—VII веков (Милан. Ambros. MS B. 21 Inf. fols. 257a-265b)[2]
- Арабская рукопись X—XI веков (монастырь Святой Екатерины, Arab. MS n. 589)[2]
- Два греческих фрагмента IV—V веков, сохранившиеся в оксиринхских парирусах (Oxyrhynchus Papyrus 111, 403)[2]
- Три поздних отрывка в яковитских лекционариях (Британская библиотека, Add. MS 14686, XIII век; Add. MS 14687, XIII век; Pampakuda (штат Керала, Индия), A. Konath Library, MS 77 (4), XVI век)[2].

## Содержание
Содержание представляет значительный теологический и культурно-исторический интерес. Всю книгу, после публикации Шюрера, принято делить на 7 частей.

### 1-я часть
В первой части (главы I—XII) Бог открывает Варуху предстоящее падение Иерусалима (597 год до н. э.?) за грехи иудейского народа, который — в отличие от 10 колен — заставлял грешить своих царей. A так как добрые дела Иеремии, Варуха и других праведников (среди которых назван и Ябец) являются для грешного города «твёрдой опорой и крепкой стеной», то Бог велит им выйти из Иерусалима. Варух безутешен и спрашивает Бога, что будет с обещаниями Его насчёт вечности Израиля и с Его именем? — На это Бог отвечает, что главное — это небесный Иерусалим, который является предвечным и был создан одновременно с раем и показан Адаму, Аврааму и Моисею, когда последний видел на Синае изображение «скинии Завета».
Варух не хочет оставить Иерусалим и быть причиной его разрушения, но Бог показывает ему, что четыре ангела с факелами в руках разрушают стены города, после того как другой ангел предал земле святые одеяния первосвященника и все священные сосуды храма — и земля поглотила их (таким образом, враг не может похвастаться, что разрушил жилище всемогущего Бога). Халдеи овладевают городом и царём Седекией, а Иеремия и Варух, сокрушённые несчастьем, постятся семь дней.
После этого Бог велит Иеремии пойти с народом в Вавилонию, а Варуху — остаться на развалинах Сиона, так как его ждёт великое откровение насчет «конца дней». Варух подходит к воротам разрушенного храма и в душераздирающей элегии оплакивает гибель Иудеи и падение иудейского народа. Священникам он советует бросить ключи храма ввысь, к небу, возвращая их таким образом Богу, так как они, священники, оказались ненадёжными хранителями дома Божьего; Вавилонии, которая считает себя теперь победительницей и находится в полном расцвете, Варух предвещает худой конец.

### 2-я часть
Во второй части (главы XIII—XX) Бог утешает Варуха и говорит ему, что Верховный Судья нелицеприятен и Израиль должен был понести наказание за грехи свои, но что другие народы, ещё больше грешившие, чем он, будут ещё сильнее наказаны. Тогда Варух задаёт два новых вопроса: 1) почему Бог наказал Сион за дела нечестивых и не помиловал его за дела праведных, которые сами страдали и гибли, несмотря на свою праведность; 2) ведь мир создан ради Израиля, а между тем Израиль гибнет, а мир остаётся. На это Бог ему указывает, что праведников ждет будущий мир, который является «венцом в великой славе» (נתשנוחתא רנתא כלילא); а Израиль не погибнет, и Сион лишь потому раньше пострадал, что главное — последняя слава или последний позор, и кто теперь наказан, будет позже иметь славу, счастье и радости. Чтобы Варух удостоился новых откровений насчет будущего, Бог ему велит поститься ещё 7 дней.

### 3-я часть
В третьей части (главы XXI—XXXIV) Варух сидит в пещере в долине Кидрона, не ест и не пьёт, не ощущая, однако, ни голода, ни жажды. A потом, исходя из общих размышлений о человеческой жизни, он вопрошает Бога, когда наступит суд над нечестивыми, и молит Его, чтобы Он ускорил наступление «конца дней», когда восторжествует величие Божье и наступит конец смерти, так что подземелье (שאול) будет запечатано и больше не примет мёртвых, а «хранилище душ» (אוצרא דנפשתא) выпустит заключённые в нём души (XXI, 3). Но Бог в ответ на это укоряет Варуха за его малодушие и чрезмерное отчаяние. Бремя избавления не так далеко, ибо числу душ, находящихся в вышеупомянутом хранилище, уже приходит конец (XXIII, 4—5). И вскоре наступит время, когда откроются книги, в которых записаны грехи, а также хранилища добрых дел, и тогда всем станет ясно долготерпение Божье. Избавление наступит, когда из-за страшнейших мук (חנלו של משיח, ώδΐνες) никто на избавление надеяться больше не будет (XXV).
На вопрос Варуха о продолжительности этих мук Бог отвечает, что время их делится на 12 частей, из которых каждая имеет свою особую казнь. Так, например:
- в 4-й части будет «ниспослание меча»;
- в 5-й — голод и бездождие;
- в 6-й — беспорядки и ужасы и т. д.,
- в 11-й — злодеяние и излишества (XXVII).

«А мера и число этого времени суть две части недель семи недель» (דשנעא שנועין תרתין מנו שנועא, XXVIII, 2).

Примечание авторов ЕЭБЕ: слово «неделя» в этом тёмном стихе все учёные толкуют в смысле семилетий, как у Даниила (Дан. 10:2), а «две части недель 7-и недель» обозначает, по мнению одних (Эвальд), 2/3 от 49 лет, то есть 33 года, а по мнению других (Визелер, Hilgenfeld) — 2/7 тех же 49 лет, то есть 14 лет. В любом случае трудно вывести из этих мистических чисел заключение насчет времени составления «апокалипсиса Варуха», как этого хотели упомянутые ученые, потому что, кроме неясности, неизвестно также, имел ли автор в виду своё время или менее близкое будущее.
Варух в ужасе от предстоящих мук и думает, что лучше не дожить до этого времени (XXVIII, 3). На его вопрос, постигнет ли страшная участь весь мир или лишь одну страну, Бог отвечает, что весь мир пострадает, но останутся лишь те, которые пребудут в Палестине. И в утешение Бог ему сообщает, что после этого появится Мессия и настанут блаженные времена. Левиафан и Бегемот, которые были созданы в 5-й день творения и уготованы для мессианского времени, появятся и будут пищей для оставшихся в живых. «Земля даст свой плод сам-десять-тысяч. И на одном винограднике будет тысяча лоз, а одна лоза будет иметь тысячу гроздов, а один грозд будет иметь тысячу ягод, а одна ягода принесет кор (больше 360 литров) вина». Ветры распространят утром аромат плодов, а по вечерам облака принесут целебную росу. Манна снова будет падать с неба, и ею станут питаться все достигшие конца дней (XXIX, 3—7). A потом воскреснут все умершие с верой в Мессию, души праведных выйдут из хранилища (см. выше) и великая радость наполнит всех. Души же нечестивых будут охвачены ужасом, так как они будут знать, что настало время их мук и гибели (XXX).
Узнав все это, Варух собирает старейшин народа и сообщает им, что после настоящего (первого) разрушения Сиона он будет вскоре восстановлен, но через известное время снова разрушится, и лишь после этого он будет восстановлен навеки (XXXII, 2—4). Сказав это, Варух уходит от нежелающего отпустить его народа, чтобы получить новые откровения.

### 4-я часть
В четвёртой части (главы XXXV—XLVII) Варух рассказывает о следующем своем видении, которое он имел в то время, когда заснул на месте, где было Святая Святых. Он видел большой, окружённый горами и скалами лес. Насупротив леса рос виноградник, из-под которого пробивался источник, ставший могучим потоком, который унёс лес и горы. Остался только, кроме уцелевшего виноградника, один кедр, который также был вырван с корнем и лежал опрокинутым на земле. Источник пожелал его гибели — и кедр загорелся. Виноградник же рос и крепнул, и вокруг него образовалась долина, полная неувядаемых цветов.
И Бог истолковал Варуху это видение так: царство, разрушившее Сион (вавилонское), будет разрушено другим (персидским). Но и оно просуществует недолго, и наступит третье царство (греческое), которое также погибнет. И тогда придет четвёртое (римское), которое будет более жестоким и более нечестивым, чем все предыдущие, и оно просуществует очень долго. Когда же придет конец и ему, появится Мессия, который уподоблен источнику и винограднику, и истребит полчища этого нечестивого государства. A оставшийся кедр — последний его вождь, которого Мессия свяжет и привезет в Сион, где он будет им осуждён и казнён.
Царствие же Мессии будет вечно, пока не придет конец «обречённому гибели миру» (XLIX—XL). Так как лишь благочестивые удостоятся мессианских благ, то Бог велит Варуху наставлять старейшин народа в духе благочестия и затем — поститься снова семь дней, чтобы удостоиться новых откровений. Варух увещевает старейшин, чтобы народ не нарушал религиозных предписаний, так как должен наступить «новый мир» (עלמא חדתא), более важный, чем настоящий. A знать эти предписания можно будет всегда, ибо «не будет отсутствовать мудрец в Израиле и знаток закона (נר נמוסא) — вроде Иакова» (XLVI, 4).

### 5-я часть
В пятой части (главы XLVIII—LII) Варух постится семь дней и возносит к Богу горячую молитву, в которой рисует бренность человеческой жизни: «Ибо, ведь благодаря Твоему дару (מוהנתא) мы приходим в мир и уходим не по своей воле» (XLVIII, 15).
После его молитвы Бог удостаивает его новыми откровениями относительно домессианских мук: «Мало будет тогда мудрецов, и благоразумные будут также немногочисленны, а знающие будут молчать. И честь превратится в бесчестие, сила — в презренную слабость, красота — в омерзение. И ревность и зависть усилятся, и они вызовут кровопролитные войны, и люди будут оплакивать живых больше, чем мёртвых». Варух, услышав всё это, восклицает: «О Адам, что ты сделал всем тем, которые происходят от тебя? И что нужно сказать о первой Еве, которая послушалась змея, так что вся эта большая толпа идёт к гибели и тем, которых огонь пожирает, нет числа?» (XLVIII, 42—43).
Но Варух больше не хочет думать о нечестивых и снова обращается к славе и блаженству праведных. И он узнаёт, что эти последние воскреснут в том же телесном виде, в каком они умерли, дабы узнали их живые и убедились, что воскресение мертвых свершилось. Но потом соблюдавшие закон праведники преобразятся и примут вид ангелов, живых существ, что под Престолом (חיתא דתחית תרונוס), или звёзд (ср. Дан. 12:3), нечестивцы же, пренебрегшие законом, будут иметь вид страшных чудовищ (LI).

### 6-я часть
В шестой части (главы LIII—LXXVI) Варух видит, как большое облако поднимается с моря и покрывает всю землю, и из него падает дождь сначала из тёмной воды, а затем из светлой, потом опять из тёмной и снова из светлой, и так попеременно до 12 раз. Наконец появилась опять особенно тёмная вода, а за ней сверкающая молния, которая осенила всю землю и завладела ей, и 12 потоков, которые подчинились молнии.
Варух взмолился Богу об истолковании виденного, говоря: «Ибо, если Адам впервые согрешил и принёс своему потомству смерть, то ведь каждый человек, который происходит от него, уготовал себе будущие муки, а также каждый из них выбрал себе будущую славу» (ibid., 15), ибо «Адам является причиной (смерти и мук) лишь для себя одного; мы же являемся Адамом каждый для себя» (ibid., 19).
После этой молитвы ангел Рамаель (или Рамиель; רמאיל), «который назначен на правдивые сновидения», объясняет ему виденное:
- большое облако — это настоящий греховный мир;
- шесть тёмных потоков — это 1) согрешивший Адам; 2) греховные египтяне и их век; 3) пагубное влияние амореев и ханаанеев; 4) преступные дела Иеробеама; 5) безбожие Манассии, сделавшего себе статую с пятью лицами, чтобы раздражать Бога; 6) вавилоняне, разрушившие Иерусалим;
- шесть светлых потоков — это 1) Авраам, который исполнял все веления закона прежде, чем закон был дан; 2) Моисей, при встрече с которым на небе затрепетали и ангелы; 3) Давид, Соломон, 4) Езекия, при котором было уничтожено несметное войско Санхериба; 5) благочестивый Иосия; 6) Второй Храм;
- последняя, особенно тёмная вода — это домессианское время страданий и мук.

Далее (глава LXX) повторяются те же страшные картины, которые мы уже видели выше (по гл. XLVIII); но они рисуются в ещё более мрачных красках: народы нападут на своих властителей и друг на друга. И кто спасётся от войны, погибнет от землетрясения, а кто спасётся от землетрясения, погибнет от огня, а кто избегнет и огня — погибнет от голода, а тот, кто избегнет всех этих ужасов, попадет в руки Мессии, который и есть сверкающая молния. И лишь Святая земля защитит своих сынов, а от других народов останутся в живых и в подчинении еврейскому лишь те, которые не знали или не угнетали Израиля (LXXVII, 4—6).
И в дни царствия Мессии будет общее спокойствие и блаженство. Не будет ни болезней, ни горя, ни стонов, ни тяжб, ни мести, ни кровопролитий, ни ненависти, ни зависти, ни преступных вожделений между людьми. Радость будет на всей земле, женщины не будут рожать в муках, и никто преждевременно не умрёт. Дикие звери придут из леса и будут готовы служить людям, а работающий человек не будет уставать. Ибо это будет конец преходящего века и начало непреходящего (LXXII—LXXIV).
Варух возносит благодарность за объяснение, и Бог велит ему взойти через сорок дней на вершину горы, откуда он увидит все страны света и всё, что в них, а потом Бог его возьмёт из этого мира. A пока пусть Варух увещевает народ, чтобы он праведной жизнью заслужил остаться в живых в «последние дни».

### 7-я часть
В седьмой, последней части (главы LXXVII— LXXXVII) Варух обучает народ исполнению Божьих заповедей во всякое время, даже тогда, когда нет больше у Израиля ни пастухов, ни светочей, ни источников, то есть ни пророков, ни праведников (ср. LXXXV), ибо «пастухи, светочи и источники исходят от Закона; и, если мы уходим, Закон остаётся» (LXXVII, 15). И на просьбу народа писать братьям, оставшимся в Вавилонии, он соглашается писать и им, и 9½ коленам Израильского царства, причём последнее письмо он намерен послать через орла: ведь и Соломон пользовался птицей для своих поручений (LXXVII, 25).
В этом письме Варух «прежде, чем умрёт», доказывает израильским изгнанникам, что Бог поступил с ними справедливо, сообщает им о разрушении Иерусалима и о Вавилонском пленении, возвещает им предстоящую кару Божью, которая постигнет врагов Израиля, и близкое избавление и возвеличение всех потомков Авраама, и умоляет их, чтобы они не забывали Закона и Сиона, соблюдали обряд обрезания и праздновали субботу и праздники (LXXXIV, 8). И это письмо он запечатывает, прикрепляет к шее орла и отправляет к 9½ коленам (10 колен минус полуколено).

## Критический анализ

### Язык
Сирийский текст переведен с греческого, как о том свидетельствует надпись в самом начале сирийской рукописи. Но и греческий текст, отрывок из которого найден, не является оригиналом.

### Сравнительный анализ происхождения
Многочисленные параллели из Талмуда и Мидраша как нельзя более доказывают чисто еврейское происхождение «Сирийского апокалипсиса Варуха», в котором нет никаких христианских интерполяций; этим книга заметно выделяется из остальных ветхозаветных еврейских псевдоэпиграфов, которые в большинстве случаев более или менее интерполированы христианами. Красной нитью проходят через всю книгу агадические сказания и изречения:
- что иудейский народ заставил своих царей быть нечестивыми (I, 3), напоминает талмудическое изречение (Арахин, 17а), что царь Седекия был лучше своего народа;
- что Иерусалим не мог быть разрушен, пока Иеремия оставался в нём (II, 1—2), указывается и в «Pessikta rabbati[англ.]» XXVI (изд. Фридмана, 131а);
- Ябец (V, 5) считается одним из великих праведников и в «Derech erez zutta[англ.]» (I, кон.);
- вера в существование небесного Иерусалима (IV, 3—6) знакома и талмудистам, которые также сопоставляют ירושלים של מטה с ירושלים של מעלה (Таанит, 5а; ср. Баба Батра, 75б);
- что ангелы раньше разрушили Иерусалим и лишь тогда вавилоняне были в состоянии завладеть им (VΙ—VΙIΙ), рассказывается почти теми же словами и в «Pessikta rabbati», l. c. (ср. также Petichta Echa rab., 24);
- в агадических местах (Таанит, 29а; Абот р. Натан, IV, 5; Ялкут Исаия, 21) рассказывается о том, что священники бросили ключи к небу со словами: «Мы не удостоились быть верными их хранителями» (X, 18);
- убеждение, что мир существует лишь ради Израиля (ΧΙV, 18—19 и др.), имелось и у талмудистов (Tanchuma Beresch., V; Pessikta r., XXVIII, изд. Фридмана, 135б);
- утверждение сочинения, что в будущем мире нет ни работы, ни усталости, ибо он есть «венец в великой славе» (XV, 8), напоминает талмудическое изречение, что в будущем мире нет житейских забот и праведники сидят там с «венцами на головах и наслаждаются божественной славой» (Берахот, 17а; Калла p., II; Абот p. Натан, IV, 26);
- часто встречающееся в сочинении «хранилище душ» содержится и в талмудическом выражении נשמות שנגוף (Иебамот, 62а и 63б; Нидда, 13б; Калла p., II; Абода Зара, 5а; см. Раши к последнему месту, который объясняет слово גוף словами אוצר הנשמות, что вполне соответствует сирийскому אוצרא דגפשתא). A специально о хранилищах душ праведных (XXX, 2) говорят и Мидраш (Сифре, Числа, § 139), и Талмуд (Шабб., 152б). Точно так же упоминаются в Талмуде (Баба Батра, 11a) и хранилища добрых дел (XIV, 12 и XXIV, 1).
- Об открытии книг, в которые записываются грехи (XXIV, 1), также говорит Талмуд (Рош Гашана, 16б; ср. Абот, III, 16 и II, 1).
- Мнение, что Мессия придёт лишь тогда, когда люди не будут больше надеяться на избавление (XXV, 3—4), находится в талмудической Барайте (Сангедрин, 97а: עד שיתײאשו מן הגאולה).
- Разделение домессианского времени на «недели» в смысле семилетий сильно напоминает Барайту о «семилетии» (неделе), в которую явится сын Давида (Мессия, נא שנוע שנן דוד, Сангедрин, l. c.), причём явления 4-го отдела — «ниспослание меча» — и 5-го — «голод и бездождие» (XXVII, 5—6) — приводят на память 2-е и 3-е семилетия Барайты с их «ниспосланием стрел голода» (חצי רענ משתלחים) и «большого голода» (רענ גדול) и 7-е семилетие с его «войнами» (מלחמות).
- Что Левиафан и Бегемот будут пищей праведников (XXIX, 4), говорит и Талмуд (Баба Батра, 746 — 75а).
- Нежелание дожить до мессианского времени вследствие предшествующих ему мук (XXVIII, 3) напоминает известные изречения амораев (Сангедрин, 98б).
- Изображения плодородия почвы и особенно виноградника почти дословно имеются в Талмуде (Кетубот, 111б; Шаббат, 30б; Калла p., II) и Мидраш (Сифре, Второзаконие, § 317, изд. Фридмана, 135б — 136а).
- Слова, касающиеся виноградника, переданы также со слов Папия, одного из первых учеников христианских апостолов (у Иринея, Adversus haereses, V, 33).
- Что манна снова появится на земле в мессианское время (XXIX, 8), знают как древний, так и позднейший Мидраш (Мехилта Ваисса, V, изд. Фридмана, 51б; Седер Элиагу рабба, XXV).
- О «новом мире» (עולם חדש) знает и Талмуд (Сангедрин, 92б).
- Что человек помимо воли рождается и против воли умирает (XLVIII, 15), говорит уже Мишна (Абот, IV, кон.; ср. Танхума, Пекуде, II).
- Исчезновение мудрости в домессианское время и увеличение дерзости и вражды (ibid., 33—37; LXX, 2—7) уже указаны в Мишне (Сота, последняя Мишна, по другим — Барайта), в Тосефте (Сота, XIV, 11), в Барайтах (Сангедрин, 97а; Дерех эрец зутта, Х) и Мидрашах (Шир рабба, II, 13; Песикта p., XV, изд. Фридмана, 75б).
- То, что автор сочинения настаивает на том, что хотя Адам и принёс смерть в мир, все-таки «каждый человек является Адамом для себя» (ср. XLVIII, 42—43 с LIV, 15—19), вопреки христианскому учению о первородном грехе, доказывает, что он стоит на чисто еврейской точке зрения, и Л. Гинцберг уже доказал, что «Сирийский апокалипсис» и в этом отношении разделяет взгляд Талмуда.
- Что воскресшие будут иметь тот же вид, что до смерти, для того чтобы их узнали (L, 2—3), говорит с такой же мотивировкой и позднейший Мидраш «Милхамот Мелек га-Машиах» (Иеллинек, נית המדרש, VIII, 9), а вавилонский Талмуд (Кетубот, 111б) заявляет, что праведники воскреснут даже в своей земной одежде.
- Легенда о падших и скованных ангелах (LVI, 10—13) также отмечена в Талмуде (Иома, 67б).
- Что Авраам исполнял Тору прежде, чем она была дана Моисеем (LVII, 2), утверждает и Талмуд (Кид., 82а).
- Что ангелы задрожали, когда Моисей появился на небе за Торой (LIX, 3), знает и талмудическая агада (Шаббат, 88б; Песикта р, XX, изд. Фридмана, 96б — 98а), также как и то, что Бог показал Моисею план Скинии и Храма (IV, 5 и LIX, 4; ср. с Песикта раб., l. c., 98б).
- О статуе Манассии, имевшей пять (в Талмуде — четыре) лиц, чтобы раздражать Бога (LXIV, 3), говорится и в Талмуде (Санг., 103б).
- Что в мессианское время погибнут лишь народы, угнетавшие евреев (LXXII, 4—6), думали и талмудисты (Песах., 118б);
- что в мессианское время женщины не будут рожать в муках (LXXVIII, 7), видно из слов рабби Гамлиеля, что тогда женщина будет рожать ежедневно и безболезненно, наподобие того, как курица несёт яйца (Шаббат, 30б).
- Что птица исполняла поручения Соломона (LXXVII, 25), имеется в Мидрашах (Когелет рабба, II, 25; Таргум Шени к кн. Эсфири и др.).

### Значение
По мнению авторов ЕЭБЕ, «Сирийский апокалипсис Варуха» весьма ценен для понимания еврейской мессианологии и еврейской эсхатологии и теологии вообще; он позволяет установить, что агадические мессианология и эсхатология весьма древнего происхождения и уже циркулировали в народе, по крайней мере, в последние десятилетия Второго Храма. A это, в свою очередь, чрезвычайно важно для истории возникновения христианства, древнейшие памятники которого, начиная с Нового завета и кончая позднейшими сочинениями Отцов церкви, пропитаны воззрениями, изложенными в «Апокалипсисе Варуха» и ему подобных книгах. Поэтические же части текста и оригинальные образы и идеи, которыми он изобилует, имеют большую литературную ценность: благодаря им эта книга является как бы связующим звеном между Библией и талмудической агадой.

## Послание Варуха
Заключительный отрывок этого сочинения (главы 78—86), так называемое «Послание Варуха», вошёл в состав сирийской версии Библии — Пешитты. В парижском и лондонском «Полиглоттах» на сирийском и латинском языках «Послание Варуха» именуется «Первой книгой Варуха». Послание Варуха входит в состав Библий сирийских церквей (Сирийской яковитской и Маланкарской) под названием «Первая книга Варуха» (в составе одной главы, разделённой на 53 стиха).